# Autotron

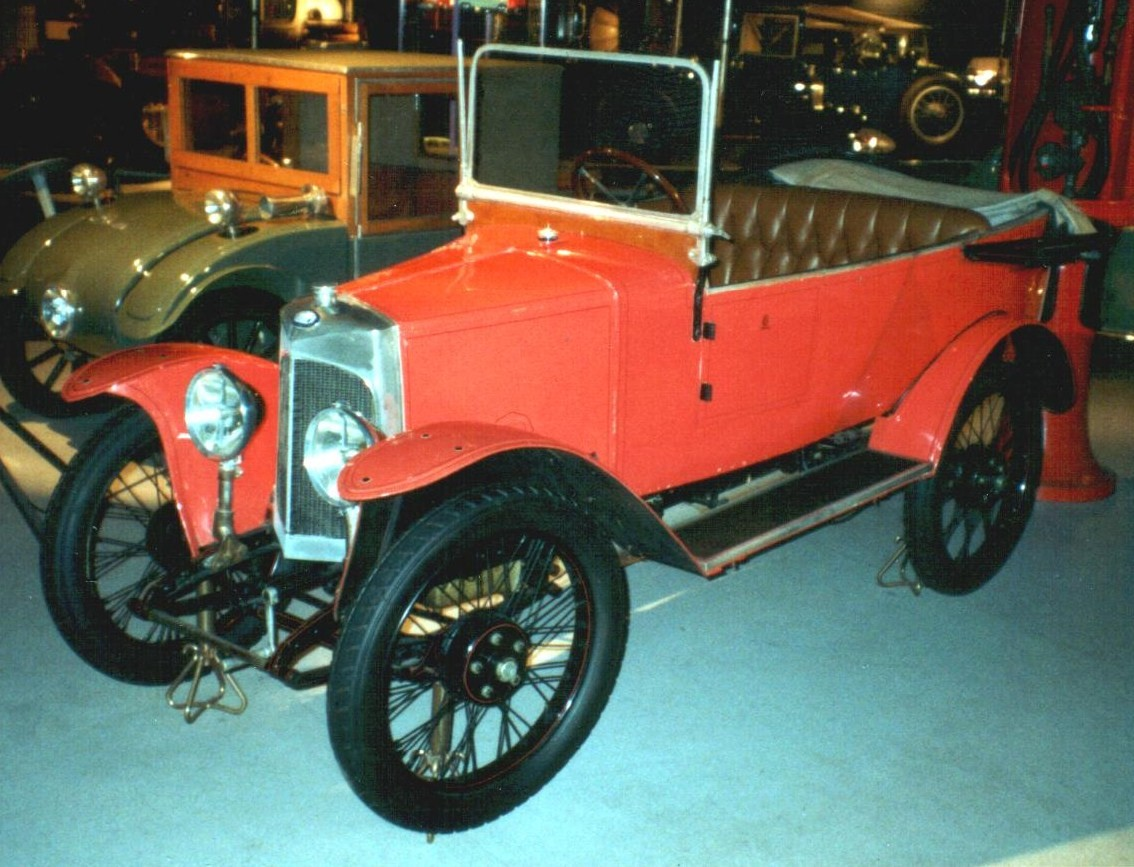
Baby Silvestre uit 1919 in het Autotron

Het Autotron was een automuseum in Nederland. Het is begonnen met de collectie van Max Lips, directeur van Lips scheepsschroeven. In 1972 werd het automuseum geopend in Drunen. Het museum daar kreeg landelijke bekendheid, onder meer vanwege de architectuur van Anton Pieck. In 1987 werd het verplaatst naar Rosmalen.
In de collectie bevonden zich onder meer de eerste vierwielaangedreven auto gebouwd door Spyker en de laatste overgebleven Eysink.
In 1988 werd hier het toenmalig wereldrecord dominostenen laten vallen verbroken. Dit was het begin van wat vanaf 1998 op TV uitgezonden werd als Domino Day. Er waren enkele attracties, zoals een oldtimerbaan (vergelijkbaar met die bij de Efteling en Walibi Holland) en een smalspoortrein. Het materiaal van de smalspoortrein is overgegaan naar de Gelderse Smalspoor Stichting (GSS). De collectie auto's van Autotron is overgenomen door het Nationaal Automobiel Museum in Raamsdonksveer, dat sinds 2010 is ondergebracht in het Louwman Museum in Den Haag. De dagattractie Autotron is sinds september 2003 gesloten. Onder de naam Autotron Rosmalen is het sindsdien een beurs- en evenementenlocatie. De eigenaar is Libéma.

## Het Huis van de Toekomst
Ook bevond zich op het terrein van het Autotron het Huis van de Toekomst, een project van Chriet Titulaer.